# Skrivni rov (Pet prijateljev)
Skrivni rov (originalno Five on a secret Trail) je petnajsta zgodba iz priljubljene mladinske knjižne zbirke Pet prijateljev. Avtorica je Enid Blyton. 

## Vsebina
Deklica Georgina, ki raje sliši na okrajšano ime George, je zaskrbljena za svojega psa Timmya, ki ima vneto uho. Tima pelje k veterinarju, ki mu nadene poseben plastičen ovratnik, da se Timmy ne bi praskal. Ker se vsi hecajo iz Tima s smešnim ovratnikom, se George odloči oditi skupaj z njim na kampiranje. Svoji družini pri tem pusti listek s svojim namenom in krajem, kjer bo kampirala. Hkrati dopiše na listek, da naj jo njena sestrična Anne, ki bi morala v kratkem priti na počitnice k njej, najde in se ji pridruži, če se ji bo ideja o kampiranju zdela super.
Ko Anne prispe k teti Fanny in stricu Quenitnu, ji teta preda sporočilo in pojasni situacijo. Anne se odpravi poiskati Georgino. Z nekaj misterioznosti Anne najde sestrično, ki ji pokaže kamping prostor blizu zapuščene hiše. George seveda zanima, zakaj Julian in Dick nista prišla skupaj s sestro na počitnice, saj imata zelo rada pustolovščine. Anne ji pojasni, da sta na nekakšnem izobraževalnem izletu, kar George razočara.
Med kampiranjem George in Anne srečata dečka, ki se predstavi kot sin arheologa. Ves čas pa ga spremlja majhen črno-bel in enook ter prikupen kužek po imenu Jet. Ko ga vprašata, zakaj se potika okrog, jima deček odgovori, da išče arheološke predmete, saj se na tem prostoru nahaja stara romanska naselbina. Pokaže jima nekaj zanimivih predmetov. Prosi ju, naj ga ne motita več, kar mu obljubita pod pogojem, da on njiju prav tako ne bo več motil.
Zvečer, ko se spravljata za spanje, Anne prebudi iz dremeža močna žeja. Vstane, da bi šla do izvira, vendar se na poti izgubi in zaide proti stari zapuščeni hiši. Tam sliši zlovešče glasove in opazi svetlobo skozi okna. Pot nazaj najde ob pomoči psa Tima in šele zjutraj ob zajtrku pove sestrični George o doživetem. George je presenečena nad slišanim in hkrati tudi pustolovsko vznemirjena.
Naslednji dan ponovno srečata dečka in George želi izvedeti, zakaj je prekršil dano obljubo, da ju ne bo več motil na njunem kamping prostoru. Deček vztraja, da jima ni ničesar obljubil. Dekleti sta seveda jezni nad odgovorom in obnašanjem dečka.
Isto noč ju preseneti nevihta in ker nimata druge izbire, morata poiskati zavetje v stari zapuščeni hiši. Ko že zaspita skupaj s Timom, vidi Anne okrog polnoči tri od štirih postav v svetlobi pred hišo. Ko poskuša povedati George o videnem, jo sestrična prepričuje, da so to samo drevesa. Vendar ob naslednjem žarku svetlobe vidita postavo odraslega moškega, ki se približa hiši in pogleda skozi okno. Po nevihti se dekleti vrneta v svoj kamping, veseli, da sta se rešili strašljive hiše.
Hkrati dobita tudi sporočilo, da sta na počitnice končno prispela Dick in Julian, česar se George močno razveseli. Ko fanta prispeta v kamp, jima George poroča o doživeti noči v hiši in čudnih dogodkih, povezanih z neznanim dečkom. Pet prijateljev odide skupaj raziskovati in najdejo dečka v grmičevju. Ko dekleti povprašata o Jetu, deček vztraja, da Jet ni bil nikoli z njim.
Nato Julian in Dick raziščeta zapuščeno hišo, vendar ne najdeta ničesar nenavadnega. Zato se odločita, da bosta prenočila v hiši ponoči, da bi ugotovila, ali se ponoči dogaja tam kaj čudnega. Hkrati tudi ugotovita, da čudno obnašanje dečka izhaja iz tega, da sta George in Anne ves čas srečevali dve osebi – dvojčka Guy in Harry Lawdler. Eden je prijazen in eden zloben. Ponoči pa prideta na sled tudi nenadnim obiskovalcem in ugotovita, da hiša sploh ni zapuščena …